# Igoumenitsa
Igoumenitsa (græsk: Ηγουμενίτσα) er en havneby i landsdelen Epirus i det nordvestlige Grækenland med færgeforbindelser til Italien og en række græske øer i Det Ioniske Hav.
Byen ligger ved Europavej E90, som på strækningen fra grænsen mellem Grækenland og Tyrkiet stort set følger Via Egnatia fra Alexandroupolis via Kavala, Thessaloniki, Kozani og Ioannina til Igoumenitsa, i alt 670 km. motorvej, der blev bygget mellem 1994 og 2009.
Byen har 9.609(2021) indbyggere.

## Færgetrafik
Motorvejens etablering har sammen med bygningen af en ny færgehavn, der blev færdig i 2003, medført vækst i trafikken, og Igoumenitsa er blevet Grækenlands næstmest trafikerede færgehavn efter Piræus med 2,5 mio passagerer og 230.000 lastbiler pr. år. Der er i 2017 færgeforbindelser til Ancona (18,5 t.), Venedig (25 t.), Trieste (25 t.), Bari (9,5 t.), Brindisi (8 t.)og Ravenna i Italien samt til de ioniske øer Korfu (1,5 t.), Lefkimi, Paxoi, Lefkada og Patras.